# 12 Pułk Artylerii Haubic

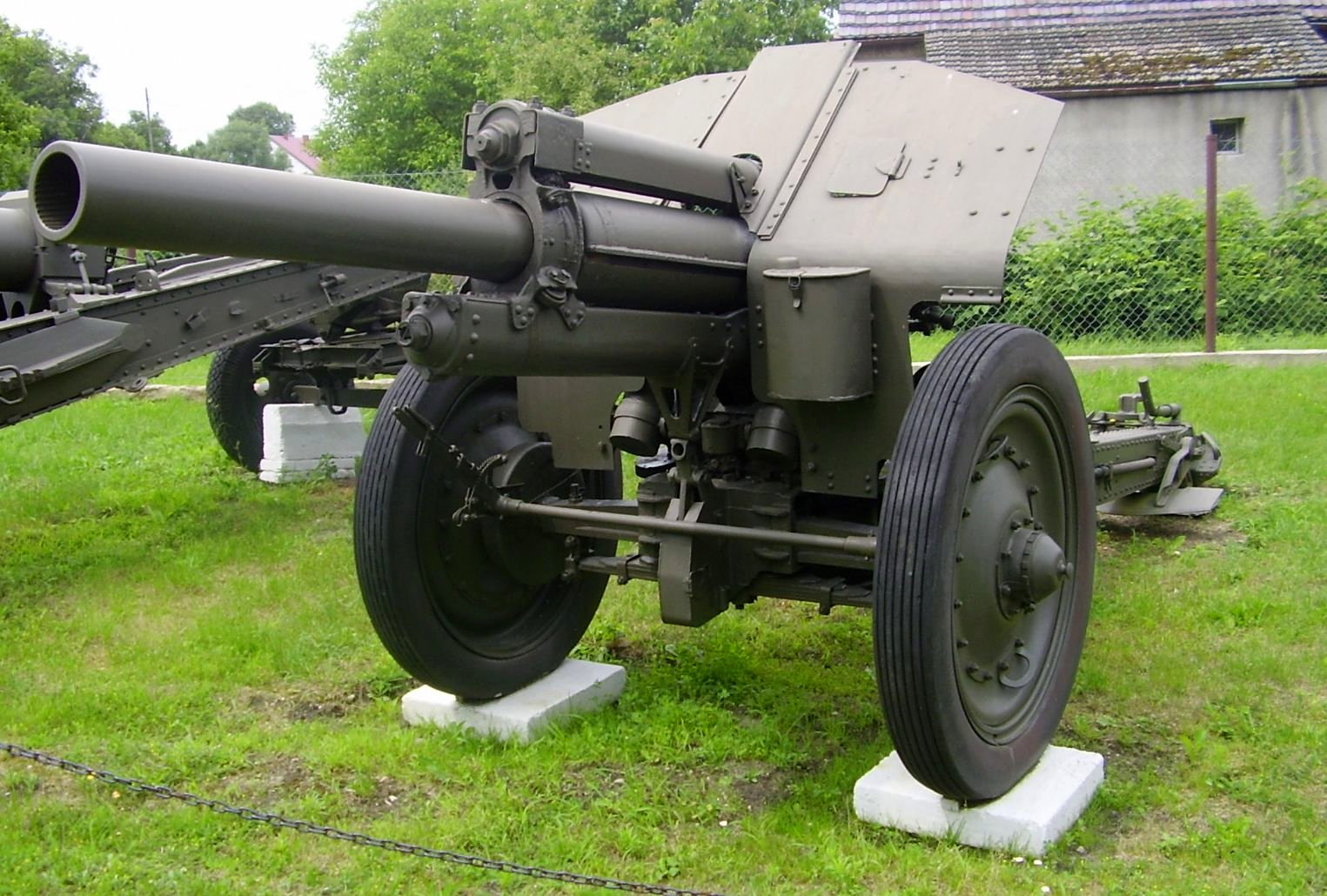
122 mm haubica wz. 1938 (M-30)

12 pułk artylerii haubic – pułk artylerii polskiej ludowego Wojska Polskiego.
Sformowany we wsi Ugrojedy pod Sumami rozkazem dowódcy 1 Armii Polskiej w ZSRR nr 001 z 1 kwietnia 1944. Przysięgę żołnierze pułku złożyli w listopadzie 1944 w Żynynie Solnym.

## Dowódca
- ppłk Michał Karbownicki – do 29 kwietnia 1945

## Skład etatowy
Dowództwo i sztab
- pluton topograficzny
- 1 dywizjon artylerii haubic
  - trzy baterie artylerii haubic
- 2 dywizjon artylerii haubic
  - dwie baterie artylerii haubic
- park artyleryjski

żołnierzy – 653 (oficerów – 70, podoficerów – 186, szeregowców – 397)
sprzęt:
- 122 mm haubice – 20
- rusznice przeciwpancerne – 20
- samochody – 53
- ciągniki – 25

## Działania bojowe
Pułk wchodził w skład 3 Brygady Artylerii Haubic.
Walczył w 1944 o przyczółki na zachodnim brzegu Wisły wspierając piechurów 3 Dywizji Piechoty.
Na Wale Pomorskim walczył pod Złotowem, Borujskiem i Mirosławcem.
Uczestniczył także w walkach w rejonie Neurüdnitz i Altreetz.
Szlak bojowy zakończył 8 maja 1945 pod Stolzenhagen.
|  |  |  |  |  |

|  |  |